# Eruzione di tipo pliniano

Schema di un'eruzione pliniana

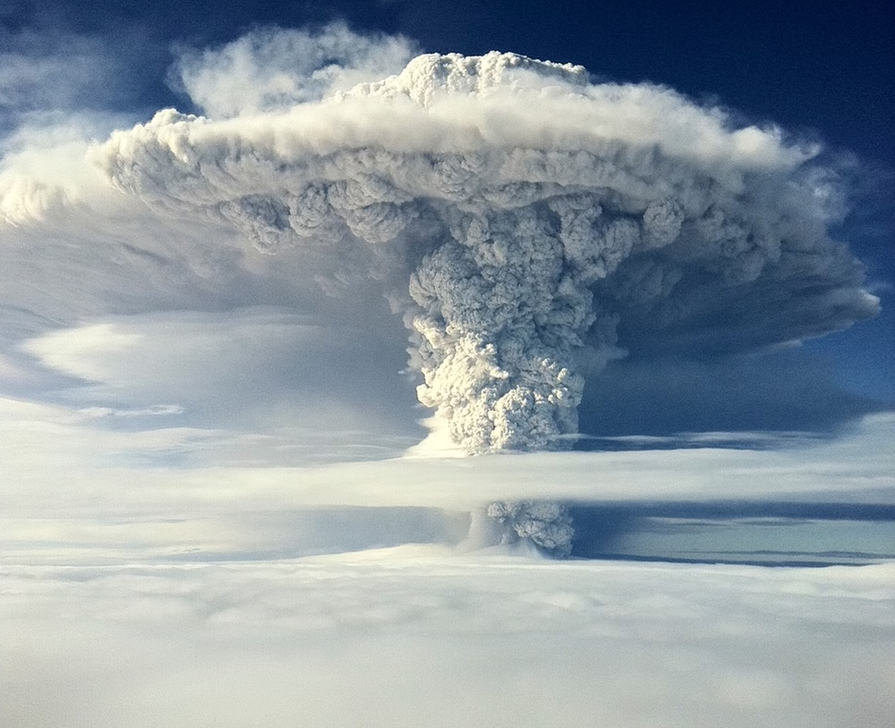
Eruzione pliniana del Puyehue-Cordon Caulle del 2011

L'eruzione di tipo pliniano prende il nome da Plinio il Giovane, che per primo ne descrisse il fenomeno. È un tipo di eruzione che si produce dai vulcani esplosivi, caratterizzati dall'emissione di lava molto viscosa che non fluisce dal cratere, impedendo ai gas di liberarsi; questo provoca l'aumento della pressione interna che porta a far esplodere parzialmente o, nei casi più disastrosi, totalmente il vulcano.

## Caratteristiche
Durante l'esplosione una grande colonna di ceneri, lapilli e gas detta colonna eruttiva si eleva per decine di chilometri nell'atmosfera. Terminata la spinta dei gas le ceneri e i lapilli ricadono formando colate piroclastiche devastanti per le regioni adiacenti all'eruzione. L'eruzione pliniana più famosa è quella del Vesuvio nel 79 d.C. che sommerse di ceneri Pompei, Stabiae (oggi Castellammare di Stabia) ed Ercolano.
Una variante di questo tipo d'eruzione è la Peléeana: diversamente dall'eruzione di tipo pliniano in cui il corpo principale della nube ardente esce dal cratere sommitale e va verso l'alto, durante un'eruzione di tipo peléeano (che prende il nome dal vulcano Pelée della Martinica), il vulcano erutta non centralmente dal cratere ma lateralmente smembrando parte dell'edificio vulcanico. Tale eruzione ha effetti devastanti concentrati nella direzione di eruzione della nube ardente principale che può arrivare fino ad oltre 20 km dall'edificio vulcanico (come accaduto nel 1980 nell'eruzione del Monte St. Helens).
Altre varianti di questa tipologia sono le eruzioni Krakatoiane e Ultra-Pliniane: queste tipologie eruttive si caratterizzano sia per avere un indice di esplosività ancora maggiore, che può arrivare a distruggere completamente l'edificio vulcanico (ne sono un esempio il Krakatoa o il Santorini), sia soprattutto per le enormi quantità di ceneri vulcaniche che vengono emesse. Le esplosioni di questo tipo, in base alla grande quantità di cenere che rimane in sospensione in atmosfera, possono avere ripercussioni più o meno grandi sul clima mondiale negli anni successivi all'eruzione, come fu il caso del Tambora o del Samalas.